# Hippolyte Metdepenningen
 (août 2013).
Si vous disposez d'ouvrages ou d'articles de référence ou si vous connaissez des sites web de qualité traitant du thème abordé ici, merci de compléter l'article en donnant les références utiles à sa vérifiabilité et en les liant à la section « Notes et références ».
Pour les articles homonymes, voir Metdepenningen.
Hippolyte-Désiré Metdepenningen (Gand, 21 mars 1799 - Gand, 6 octobre 1881) est un avocat et bâtonnier du barreau de Gand.

## Biographie
À l'âge de 19 ans, Metdepenningen s'inscrivit à l'université de Gand, qui venait d'être fondée comme première université de langue néerlandaise en province de Flandre-Orientale. Il fut le premier docteur de troisième cycle en droit.
Après la révolution belge, il fut l'âme du mouvement orangiste. Il était convaincu que la division entre le Nord et le Sud n'allait pas durer. Une grande partie de la bourgeoisie gantoise était orangiste. Guillaume Ier des Pays-Bas avait donné l'université à Gand.
Après l'indépendance de la Belgique, Metdepenningen fut conseiller communal de la liste orangiste. En 1846, il participa à la fondation du Parti libéral.
Lorsque, pendant l'année révolutionnaire de 1848, un certain nombre de régimes en Europe chancelèrent, il espéra pouvoir renverser le gouvernement belge, mais le mouvement orangiste était trop affaibli et Metdepenningen se retira de la vie publique.

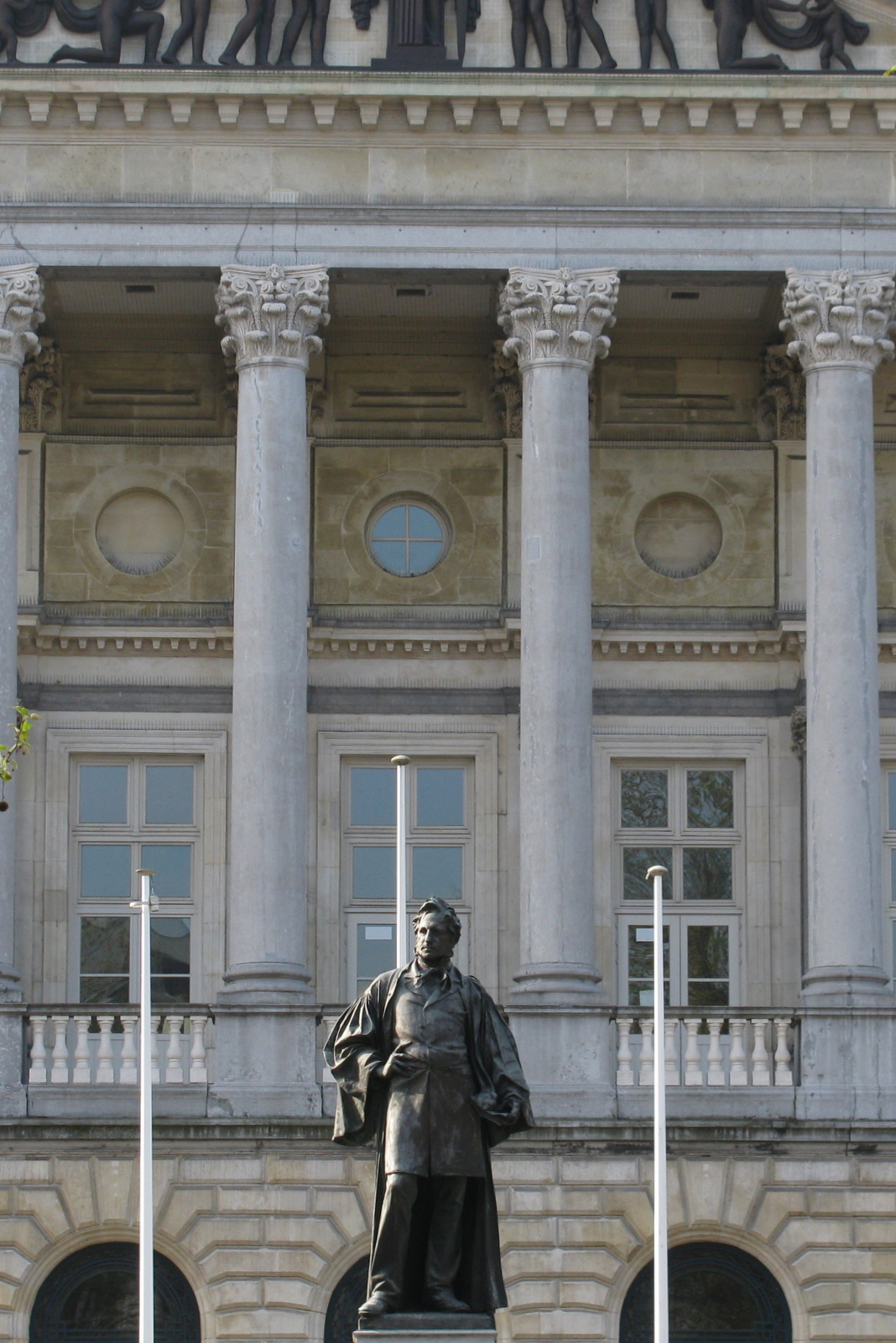
Statue d'Hippolyte Metdepenningen devant le Palais de Justice à Gand

Sa statue est visible en face de l'ancien palais de justice de Gand. Elle a été révélée en toute discrétion le 20 juin 1886 par une délégation de francs-maçons belges, néerlandais et français.
Hippolyte Metdepenningen est enterré au cimetière de Wester Gand.